# Torre del Greco
Torre del Greco er en italiensk by og kommune i regionen Campania. Byen har 80.508(2023)indbyggere og er hovedby i Napoli-provinsen.